# Хасан паша Ходжазаде
Хасан паша Ходжазаде (на турски: Hocazade Hasan Paşa) е османски военачалник.

## Биография
Роден е в Дебър. Бейлербей е на Румелия от 10 октомври 1682 година до 27 август 1683 година. Участва в защитата на Буда при обсадата на града в 1684 година и загива при превземането на Ершекуйвар от османците в 1685 година.